# Mélanie Delattre-Vogt
Mélanie Delattre-Vogt, née le 6 juillet 1984 à Valenciennes, est une artiste française.
Après avoir effectué ses études en arts plastiques à l'université polytechnique Hauts-de-France de 2002 à 2008, elle vit et travaille à Paris.

## Parcours artistique
Mélanie Delattre-Vogt a d'abord fait connaître sa pratique du dessin par des publications. En 2006, le critique d'art et commissaire d'exposition Erik Verhagen adresse un premier texte aux Cahiers dessinés (éditions Buchet-Chastel) analysant sa pratique d'un dessin métamorphosé qui « tel un montage cinématographique qui superposerait plusieurs épaisseurs tant spatiales que temporelles, naît de la confusion d’éléments hétéroclites que les circonvolutions du hasard, de la mémoire et de l’oubli, ont su provoquer. » La publication de ce texte est accompagnée des dessins de deux séries que l'artiste vient de réaliser : Les Fragments textuels et Le Père. Cette dernière série est présentée à l'Espace culturel Louis Vuitton à Paris en 2012, lors de l'exposition « Autobiographies », puis acquise et exposée au sein de ses collections par le musée d'Art moderne de la Ville de Paris en 2015.

Comme le souligne Philippe Dagen : 

« Sans doute ces dessins sont-ils approvisionnés par les rêves et les phobies de l’auteur, par ses lectures, par des souvenirs de Klinger et de Kubin et par un symbolisme dont le sens se laisse difficilement saisir. »

Elle réalise entre 2009 et 2011 deux séries de dessins pour les éditions du Chemin de fer. La première, en regard du texte de Stig Dagerman Dieu rend visite à Newton, est acquise par le CNAP en 2011,. La seconde, à partir du texte de Béatrix Beck Cou coupé court toujours, est exposée à la galerie Di Meo à Paris en 2012 lors de son exposition personnelle « Largo con sordini »,. Cette exposition présentait également une autre série de dessins ayant pour point de départ un ouvrage insolite : la biographie de la chienne Tongdaeng écrite par son maître, le roi de Thaïlande Rama IX,.
Delattre-Vogt participe en 2010 à l'exposition « Dynasty » simultanément au Palais de Tokyo et au musée d'Art moderne de Paris, dont les œuvres, réalisées à partir d'un manuel de congélation des années 1970, prennent la forme d'une série de 21 dessins et d'une installation sonore,. Elle y réalise conjointement un ensemble de grands dessins dont le titre Je ne crois pas aux paysages est issu du Livre de l'intranquillité de Fernando Pessoa, dont elle tire régulièrement des passages au hasard pour l'aiguiller dans ses recherches.
Depuis 2015, Mélanie Delattre-Vogt collabore régulièrement avec l'atelier Michael Woolworth à Paris, ce qui donne lieu à des éditions et expositions.
Lors de l'édition 2020 de la Nuit Blanche à Paris, elle est sélectionnée par Fabrice Hergott pour réaliser une installation vidéo et sonore dans le jardin de la Nouvelle-France. Cette œuvre, Locus amoenus, est inspirée par les textes de Lucrèce et de Claude Élien ainsi que par les lettres de Denis Diderot à Sophie Volland. Les dessins, d'inspiration végétale et minérale, ayant servi de point de départ à l'installation vidéo sont acquis et exposés dans les collections permanentes du musée d'Art moderne de Paris en 2021.

### Prix
- 2022 : Prix Pierre Cardin en gravure[15] de l'Académie des beaux-arts

## Expositions

### Expositions personnelles
- Les paysages invisibles, collections permanentes du musée d'Art moderne de Paris, Paris, 2021
- Locus amoenus, Nuit blanche, Paris, octobre 2020
- Melaleucos/Leucomelas, atelier Michael Woolworth, 2019
- Faut-il être aimable pour être aimé ?,  duo avec Katharina Ziemke, Moments artistiques, 2018
- Le noir profond des pupilles, Progress gallery, Paris, 2017
- 1974-1978, galerie Manzoni-Schäper, Berlin, 2013
- Largo con sordini, galerie Di Meo, Paris, 2012
- Un douloureux désir, galerie Saint-Séverin, Paris, 2012
- Des Lou et des bêtes, galerie Arsinopia, Paris, 2007

### Expositions collectives
- J’y pense longuement… Mais à qui va ma pensée ?, Mélanie Delattre-Vogt, Sylvie Fajfrowska, Alexandra Roussopoulos, galerie Placido, 2019
- Je ne crois pas aux paysages, Mélanie Delattre-Vogt, Marc Desgrandchamps, Frédéric Khodja, galerie Michel Descours, 2019
- The drawing people, atelier Michael Woolworth, 2019
- Studio Parrhasios, Paris, 2019
- Varia, peintures et dessins du XVIIe au XXIe siècle, galerie Michel Descours, 2018
- Museum of Modern Art, Hefei (Chine), 2018
- Fantômes, Pierre Bellot, Mireille Blanc, Mélanie Delattre-Vogt, Coraline de Chiara, Gilles Elie, Iris Levasseur, Jérémy Liron, Claude Rutault, Progress gallery, 2018
- Lines of unthought, Edmond Gallery, Berlin, 2017
- Grand trouble, Halle Saint-Pierre, Paris, 2017
- Toujours sous pression, atelier Michael Woolworth, Centre de la gravure et de l'image imprimée, La Louvière, Belgique, 2017
- Cailloux, Samuel Aligand, Cécile Beau, Mélanie Delattre-Vogt, Hubert Duprat, Marie-Ange Guilleminot, Progress gallery, 2016
- Toujours sous pression, atelier Michael Woolworth, Paris, 2016
- True Mirrors, Espace Commines, 2016
- Through the looking glass, commissariat Ludwig Seyfarth, galerie oqbo, Berlin, 2016
- Nouvel accrochage, collections permanentes du musée d'Art moderne de Paris, 2015
- Les Cahiers dessinés, Halle Saint-Pierre, Paris, 2015
- There is something between me and the world outside, galerie Manzoni-Schäper, Berlin, 2013
- L’Or aux 13 Îles, l’Inlassable Galerie, Paris, 2013
- Autobiographies, espace culturel Louis Vuitton, Paris, 2012
- DYNASTY, musée d'Art moderne de Paris, Palais de Tokyo, 2010
- Le dessin, Galerie 2016, Bruxelles, 2007
- Expériences-Instants, bibliothèque universitaire UPHF, 2006

## Collections publiques
- Musée d'Art moderne de Paris
- Centre national des arts plastiques
- Centre de la gravure et de l'image imprimée  (Belgique)
- Artothèque d'Angers
- Artothèque de la bibliothèque municipale de Lyon

## Publications
- Marges, High and low, n° 29, Presses universitaires de Vincennes, 2019
- Je ne crois pas aux paysages, catalogue d’exposition, éditions Michel Descours, Lyon, 2019
- Varia, éditions Michel Descours, Lyon, 2018
- Hippocampe, n° 14, 2017
- La revue *, n° 5, 2017
- Grand trouble, Buchet-Chastel, Les Cahiers dessinés, 2017
- Demain dès l'aube, n° 0, La persistance des images, La persistance des nuages, 2016
- Le Cahier dessiné, n° 10, Buchet-Chastel, Les Cahiers dessinés, 2016
- Météorologie, Hippocampe, n° 12, 2015
- Le Cahier dessiné, n° 9, Buchet-Chastel, Les Cahiers dessinés, 2014
- 1974-1978, catalogue de l’exposition, édition bilingue allemand/anglais, texte de Ludwig Seyfarth ; galerie Manzoni-Schäper, Berlin, 2013
- Hippocampe, n° 7, La nuit, 2012
- Autobiographies, catalogue de l’espace culturel Louis Vuitton, 2012
- The Drawer, volume II, La Métamorphose, 2012
- Largo con sordini, catalogue d'exposition, édition bilingue français/anglais, texte d’Alexandre Mare, galerie Di Meo, 2011
- Cou coupé court toujours, texte de Béatrix Beck, série de quinze dessins, les éditions du Chemin de fer, 2011
- Du yodel à la physique quantique, volume IV, livre annuel 2010 du Palais de Tokyo, éditions du Palais de Tokyo, 2010
- Trois huttes, texte de Christian Doumet, éditions Fata Morgana, 2010
- Les Rougets, texte d'André Pieyre de Mandiargues, éditions Fata Morgana, 2010
- DYNASTY, catalogue d’exposition, musée d'Art moderne de Paris, éditions Paris Musées, 2010
- Les Existences, avant-propos de Frédéric Pajak, Buchet-Chastel, Les Cahiers dessinés, 2009
- Dieu rend visite à Newton , texte de Stig Dagerman, série de douze dessins, les éditions du Chemin de fer, 2009
- Figures, 36 portraits de La Comédie humaine, vus par 36 artistes, portrait d’Isidore Baudoyer, collectif, les éditions du Chemin de fer, 2008
- Le Cahier dessiné, n° 7, Buchet-Chastel, Les Cahiers dessinés, texte d’Erik Verhagen, Le dessin métamorphosé de Mélanie Delattre, 2006